# Jutta Kleinschmidtová
Jutta Kleinschmidtová (* 29. srpna 1962 Kolín nad Rýnem) je německá závodnice v rallye. Vystudovala přírodovědnou a technickou akademii v Isny im Allgäu a pracovala jako konstruktérka u firmy BMW, později se stala profesionální závodnicí. V letech 1988–2007 se šestnáctkrát zúčastnila Rallye Dakar (třikrát na motocyklu a třináctkrát v kategorii automobilů). V roce 2001 ji na voze Mitsubishi s navigátorem Andreasem Schulzem vyhrála (bylo to v historii jediné vítězství ženy a také jediné vítězství pro Německo), v roce 2002 skončila na druhém místě a v letech 1999 a 2005 byla třetí. V roce 2000 obsadila druhé místo v celkové klasifikaci Světového poháru, v roce 2001 vyhrála závod Italian Baja. Absolvovala také dálkový cyklistický závod Race Across America, má pilotní licenci na vrtulník, podílela se na vývoji vozu Volkswagen Touareg, působí jako motivační řečník, vydala autobiografickou knihu Mein Sieg bei der Dakar oder was Rallyefahren und Business gemeinsam haben. Žije v Monaku.